# 瓦勒雷
瓦勒雷（法語：Valleret，法語發音：[valʁɛ]）是法国上马恩省的一个市镇，属于圣迪济耶区。

## 地理
瓦勒雷（48°29'16"N, 5°0'7"E）面积4.76 平方千米，位于法国大東部大區上马恩省，该省份为法国东北部内陆省份，北起马恩省和默兹省，西接奥布省，西南接科多尔省，东南接上索恩省，东临孚日省。
与瓦勒雷接壤的市镇（或旧市镇、城区）包括：布鲁斯瓦勒、栋布兰、费镇、马尼厄、索芒库尔、布莱斯河畔沃。

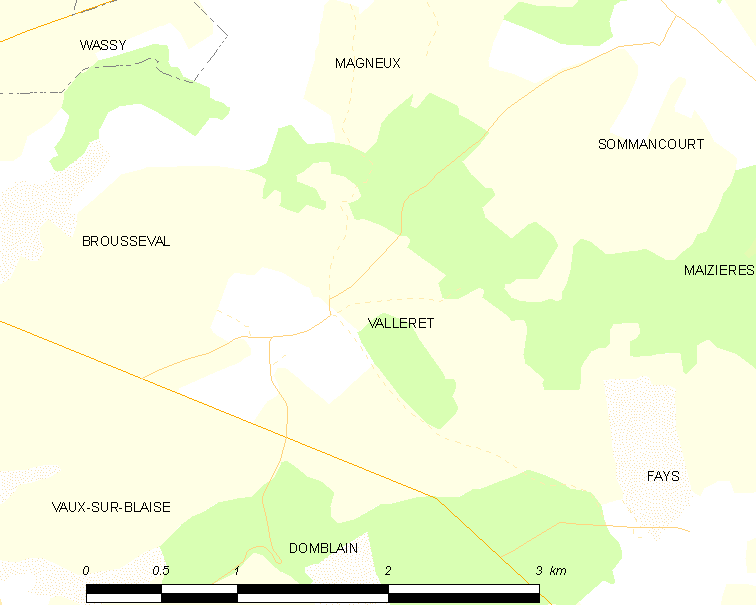
瓦勒雷的OSM定位图

瓦勒雷的时区为UTC+01:00、UTC+02:00（夏令时）。

## 行政
瓦勒雷的邮政编码为52130，INSEE市镇编码为52502。

## 政治
瓦勒雷所属的省级选区为厄尔维尔-比安维尔县。

## 人口

1962-2008年间瓦勒雷人口变化图示

瓦勒雷于2022年1月1日时的人口数量为63人。